# Дрессель, Альфонс
Альфонс Дрессель (нем. Alfons Dressel; 26 сентября 1900, Эссен — 4 декабря 1955, Нюрнберг) — немецкий дирижёр.
С 1928 года работал, в основном, в Нюрнберге, с 1938 года генеральмузикдиректор. В 1944 г. Нюрнбергский театр был закрыт, с окончанием Второй мировой войны карьера Дресселя была прервана процессом денацификации. В 1948 году ему было разрешено вернуться к работе, и он вновь возглавил Нюрнбергский филармонический оркестр, которым в дальнейшем руководил до конца жизни. В 1929 г. дирижировал музыкой Пауля Хиндемита на премьере музыкального спектакля по пьесе Бертольда Брехта «Дидактическая баденская пьеса: о приличии».
Сохранился ряд записей Дресселя, в том числе Шестая симфония Франца Шуберта и симфония № 104 Йозефа Гайдна (1944, записаны для трансляции по Мюнхенскому радио, — гайдновская запись иногда ошибочно приписывается Вильгельму Фуртвенглеру).